# Pterobryella rigida
Pterobryella rigida är en bladmossart som beskrevs av Andries Touw 1971. Pterobryella rigida ingår i släktet Pterobryella och familjen Pterobryaceae. Inga underarter finns listade i Catalogue of Life.